# Хошуд
Хошуд (кит. упр. 和硕县, пиньинь Héshuò xiàn, палл. Хэшо сянь, уйг.  خوشۇت ناھىيىسى‎, Hoşut Nahiyisi) — уезд Баян-Гол-Монгольского автономного округа Синьцзян-Уйгурского автономного района Китая.

## История
В древности (во времена империи Хань) здесь располагалось государство Вэйсюй (危須國), названное по одноимённому городу и попавшее в зависимость от Хань. Всего 700 домохозяйств, 4 900 населения из них строевых воинов 2 000 человек. Администрация: 10 китайских чиновников во главе с хоу и один переводчик. 
В средние века эта территория входила в состав государства Яньци. В конце XVIII века эти земли вошли в состав Цинской империи.
В 1939 году здесь были созданы административные структуры. В 1946 году был образован уезд Хошуд.

## Административное деление
Уезд Хошуд делится на 2 посёлка, 4 волости и 1 национальную волость.